# Чернявка (Вінницький район)
Черня́вка — село в Україні, в Оратівській селищній громаді Вінницького району Вінницької області. Розташоване на обох берегах річки Роська (притока Росі) за 29 км на північний захід від смт Оратів. Населення становить 798 осіб (станом на 1 січня 2018 р.). 

## Історія

### Давні часи
Між селами Плисків і Чернявка виявлене багатошарове стародавнє поселення. Воно займає невисокий мис, утворений річкою Роською та невеликим яром. Досліджене експедицією Бердичівського соціально-історичного музею під керівництвом Т. М. Мовчанівського в 1927—28 рр. Досліджена площа 370 м². Виявлені культурні шари заключної фази раннього етапу та пізнього етапу трипільської культури, а також, білогрудівської культури ХІ-ІХ ст. до н. е., ранньоскіфського часу та черняхівської культури. Частина колекцій зберігається у фондах Національного музею історії України. Різночасові археологічні комплекси з пам'ятки Плисків-Чернявка вказують на її тривале існування, починаючи з раннього Трипілля.

### Заснування Чернявки
В обліковій картці села на сайті Верховної Ради України вказано, що Чернявка заснована в 1640 році. Проте є писемні джерела, у яких Чернявка згадується перед цим роком. Так, наприклад, у одному з них указується, що в 1620-х роках це вже був значний населений пункт, містечко. Виходячи з цього, логічно припустити, що Чернявка була заснована значно раніше. Влітку 2011 року в селі святкували його 500-річчя, отже, вважається, що воно було засноване 1511 року.

### Перші державці Чернявки
Спочатку територія майбутньої Чернявки відносилася до Вінницького, пізніше до Брацлавського повіту Брацлавського воєводства.
Шляхтич Семен Кошка купив у Романа Ладижинського та його дружини Любки Єсманівни селище Плисків «со всѣм с тим, как сѩ ис стародавна ᴕ своих границах маєтсѩ, з лєсы, з дубровами и с пасєками, и с ставы, с полми и сєножатми, и з рєками, и з бобровыми гоны, и з зєрємєны» 4 квітня 1510 року за 12 кіп литовських грошей, на що дістав підтвердження від тодішнього брацлавського старости, князя Костянтина Івановича Острозького 6 серпня 1509 року та від короля Сигізмунда І 29 серпня 1518 року.
У середині XVI ст. (1552) місцевість навколо Плискова була пусткою, використовувалася здебільшого уходниками-болохівцями, яким шляхтичі Кошки здавали їх у використання. Згідно з записом у Брацлавській гродській книзі від 6 серпня й у Луцькій земській книзі від 7 жовтня 1585 року, пан Іван Юхнович Кошка, брацлавський земський суддя, батько майбутнього гетьмана Самійла Кішки, відступив князеві Костянтину Василю Острозькому в заставу за 10 000 литовських грошів свої і свого молодшого брата Андрія маєтки, серед яких зазначені селище Плисків, Ханєв (Ганнівка), Дчозов (Зозів), Ошитков (Очитків), Тетіїв тощо. Кордон між володіннями князя Острозького та князя Януша Збаразького пролягав, у тому числі, по річці Роська. У цьому документі Чернявка не згадується, але її територія входила до окреслених у ньому володінь К. В. Острозького. 1596 року цей князь викупив вищевказані землі у пана Кошки.
Після розподілу 1603 року володінь князя К. В. Острозького між його синами, Чернявка дісталася старшому з них — князю Янушу Острозькому. 18 листопада 1608 року возні завірили межові знаки, які визначали межі маєтностей князя Януша Острозького: П'ятигорів, Тетієва, Чернявки, Вишина та Зозова, від маєтностей князів Юрія та Криштофа Збаразьких: Погребищ, Животова та Прилуки. Цей запис є однією з найперших згадок власне про Чернявку в документах. Під владою князів Острозьких вона досить швидко розбудувалася й стала значним населеним пунктом.
Уже в 1609 та 1630 роках Чернявка згадується як містечко в Актах Коронного трибуналу. У першому випадку 2 червня 1609 року Коронним трибуналом було затверджено визначені вище кордони між володіннями князів Збаразьких та князя Я. Острозького.
Після смерті князя Януша Острозького 1620 року та розподілів маєтностей родини Острозьких, Чернявка, імовірно, потрапила до коронних маєтностей. Принаймні з кінця 1620-х років вона знаходилася у власності родини Чарнецьких — очевидно була надана за військову службу Стефану Чарнецькому, на той час хорунжому легкої кавалерії. Він, будучи державцем містечка Чернявки, 1629 року сплачував з останнього подимне з 323 будинків в сумі 161 злотий та 15 грошів.
На карті Г. Левассера де Боплана 1639 року, котра була фіналізована 1648 року В. Гондіусом, Чернявка позначена як село.

### Роки Хмельниччини та Руїни
У роки Хмельниччини Чернявка територіально відносилася спочатку до Животівського полку, після 1649 року до Вінницького (Кальницького) полку. Містечко, очевидно, сильно постраждало від військових дій. Воно згадується як знелюднене, «пусте місто» у «Переписних книгах приведених до присяги на підданство царю Алєксєю Міхайловічу жителів малоросійських міст» (1654) та «Перечне городов, городков, мест и местечек в Черкаських полках. 1654–1656»: «Да у Вінницькому полку пусті (безлюдні?) міста Прилуки (тепер с. Стара Прилука), Липовець, Чехов, Чернявка, Чагуй (тепер Чагів), Бабин Урат (Оратів?)». Очевидно, великого спустошення Чернявка зазнала від свого ж таки державця, Стефана Чарнецького, війська якого у березні 1653 року під час карального походу вирізали всіх жителів Погребища, Самгородка, Прилуки, Липовця та навколишніх населених пунктів.
У Статейному списку московського посла, полковника і голови стрілецького Аврама Лопухіна, зазначено, що 1656 року гетьман Б. Хмельницький та Генеральний писар І. Виговський повідомили йому, що цього ж року «містечка Чернец.. того города Кальника і містечко… Чернеци, прийшли ляхи, людей посікли без залишку і життя їх відібрали…» (у документі пропуски імовірно через його пошкодження). Так, як із можливих варіантів населених пунктів саме Чернявка належала до Кальницького полку й лежала ближче до Кальника, ніж Чернівці, можна припустити, що в цьому документі мова йде саме про неї. Отже, містечко знову зазнало спустошення та руйнувань.
Невдовзі містечко відновилося, адже 1664 року «з містечка Чернявки його милості пана Марціна Чарнецького (підкоморія брацлавського, другого сина Стефана Чарнецького з 30 будинків, 1 млина потрібно було сплатити 47 злотих». Фактично, протягом 35 років буремних подій Хмельниччини та Руїни, кількість заселених будинків у Чернявці, з яких сплачувався подимний податок, зменшилася в 10,2 рази!
Жителі Чернявки, імовірно, брали активну участь у Правобережному повстанні 1664—1665 років, адже у червні 1664 року загін польської кавалерії під керівництвом ротмістра Станіслава Лужецького штурмував це «бунтівне» місто.
Після Журавненської угоди урядом Ю. Хмельницького було складено реєстр населення у підпорядкуванні гетьманського і османського урядів. В «Опису адміністративного поділу України», датованого 1678 роком, надається «Роз'яснення щодо кількості фортець, паланок і полковників держави Україна». Місцеві громади самоврядування були представлені центральними містечками чи селищами, позначеними як паланки. Навколо них об'єднувалась військова сотня і все цивільне населення відповідного регіону. У цьому «Опису» серед паланок, підпорядкованих полковнику фортеці Кальник, вказана паланка Чернявка.

### Чернявка у XVIII столітті
Лише після 1710-х років стихли воєнні лихоліття. Чернявка почала поступово відновлюватися. 1721 року (за іншими даними — протягом 1726-1728 років) була збудована Чернявська церква Святого Дмитрія. Впродовж принаймні 1782-1791 років (а, швидше за все, і з самого початку існування) вона була греко-католицькою й належала до Животівського деканату.
З середини XVIII ст. в містечку з'являється єврейське населення. Під час проведення переписів євреїв в Брацлавському повіті Брацлавського воєводства в 1760-1780-х роках, в Чернявці було зафіксовано євреїв: 1765 р. — 4 чол., 1776 р. — 6 чол., 1784 р. — 8 чол., 1787 р. — 9 чол..
1787 року Чернявка належала Стефану Врублевському, чесніку київському. У містечку діяв костел невідомої назви, заснований раніше 1793 року, пізніше функціонувала католицька каплиця, згадана 1885 року, приписана до костелу м. Погребище.
У опису подорожі польського короля Станіслава Августа Понятовського до Канева 1787 року висвітлено короткий епізод його перебування в Чернявці: «На зворотному шляху з Канева, під час проїзду з Тетієва в Лінці (сучасні Іллінці), польський король Станіслав Август був зустрінутий 15 травня в Чернявці народом, кагалом, цехами, самим Врублевським. Народу велено було кричати „Vivat Krol“!. Описувач цієї подорожі Плятер розповідає про таку подію. Кидання квітів перед поїздом короля та шум народу так налякали коней королівського екіпажу, що їх не змогли утримати кучери. У цей час чеснік Врублевський кидається зі своїми кіньми, так само оскаженілими, між королівських, змішує їх і зупиняє. У будинку власника прийняли короля подружжя Врублевських, їхня дочка та наречений зять, шамбелян (камергер) Мєжвінський (пол. Mierzwiński). Після закуски король виїхав»..

### Під владою Російської імперії
Після входження правобережних українських земель до складу Російської імперії 1793 року, Чернявка стає селом, центром Чернявської волості Липовецького повіту Київської губернії.
Греко-католицька парафія с. Чернявки почала зазнавати утисків з боку православного духовенства. З початком масового навернення уніатів на православ'я наприкінці XVIII століття і «переосвяченням» церков греко-уніатських священиків виселяли з плебаній і віддавали останні православним священикам. Між греко-уніатськими та православними священиками точилися гострі суперечки з приводу землі та будівель, оскільки православні священики інколи силою відбирали їх. Так було й у Чернявці, де православний священик Андрій Левицький 1796 року відібрав землю в унійного священика Йосипа Коптаржевського (за іншими даними — Хоптаревського або Олтаржевського). Подібні випадки розглядалися депутатами православних консисторій, які отримали спеціальну інструкцію про порядок та умови передачі майна греко-уніатським священиком православному. Зокрема, зазначалося, що у випадку, коли плебанія та всі господарські споруди були збудовані за кошти місцевих парафіян, греко-уніатський священик мав звільнити їх без жодних умов і компенсацій. Окремо йшлося про земельний фундуш церкви. Він також передавався православному священику. У випадку, коли греко-уніатський священик обробив і засіяв поле вже після того, як церква була навернена на православ'я, весь урожай мав належати православному священику, а греко-уніатському виділялася лише невелика частина, аби вистачило на прожиття.
Син Стефана Врублевського Ксаверій продав Чернявку графу Владиславу Красіцькому, у володінні якого село знаходилося, принаймні, з 1828 року. Цього року в Чернявці налічувалося 118 дворів, частина села належала також графині Яворській.
Граф В. Красіцький був активним учасником польського Листопадового повстання (1830—1831). Тому його маєток в Чернявці став одним з керівних центрів повстання. Тут 24 лютого (8 березня) 1831 року відбувся генеральний з'їзд польської шляхти Київської губернії, на якому Вінцентія Тишкевича було обрано головним керівником повстання на Київщині. Останній, до речі, постійно мешкав неподалік Чернявки у своєму маєтку в с. Очеретні. У чернявському маєтку постійно відбувалися наради змовників, сюди шляхта присилала посланців та кошти. 22 квітня (5 травня) граф В. Тишкевич з Чернявки розіслав по всій Україні розпорядження про початок збройного виступу 24 квітня (7 травня). У Чернявському маєтку Красіцького на той час було зібрано 300 тис. злотих на потреби повстанців. Ці гроші були доставлені до Очеретні в маєток Тишкевича.
Починаючи з весни 1839 року вся греко–католицька церква була насильно приєднана до Російської православної церкви. Проте, чернявський унійний священник І. Олтаржевський не корився вимогам влади та станом на грудень цього року не подав підписок на приєднання до православ'я. Проте, Чернявська церква Святого Димитрія звідтоді стала православною.
В архівах збереглися дідицькі інвентарі 1845 р. «частини» с. Чернявки дідича Івана Беліцького, «частини» с. Чернявки дідича Фавстина Мончинського, 3 частин того-ж села дідичів Серачинського, Бєсядовського й Рафала Красіцького та «половинної» частини с. Чернявки й села Ганнівки графа Євстафія Красіцького — брата вищезгаданого Владислава Красіцького. За ними, у Чернявці на той час було 200 дворів, близько 1555 мешканців, у Ганнівці — 33 двори та 175 мешканців. У Чернявці робочих душ було близько 57 %, у Ганнівці — 56 %. В обидвох селах розклад робили на цілу громаду відповідно до площі землі. Податки вносив до державної скарбниці за селян сам дідич, що потім стягував з них почасти готівкою, а почасти, коли розраховувалися за рік панщиною. В інвентарі с. Чернявки дідича Беліцького записано, що, коли провина була великою, винних надсилали для кари до станової квартири й там їх карали 5—10 різками. В інвентарі с. Чернявки дідича Мончинського зазначено, що, коли злочин був великий, карали при цілій громаді згідно з визначенням «сільської розправи»; для цього призначали почесних господарів, а за невеличкі провини карав сам дідич відповідно до злочину.
У метричних записах Дмитріївської церкви 1855 року зазначено, що до її парафії відносилися села Чернявка та Ганнівка, парафіянами були дворянин Євфим Якович Бистрицький, однодворці: Ольга Феодорівна та Григорій Феодорович Поплавські, Феодот Дмитрович Опалінський; міщанин Григорій Іванович Вихиль; військові Стриговусова (рекрутка), Жайворонок (солдат), Царенко (солдат); селяни: Титоренко, Романюк(ова), Король, Фіголь, Шевчук, Ільченко, Поліщук, Віренко, Рабченко, Кундель, Захарчук, Талабчук, Барабаш, Савченко, Демчик, Босенко, Супрун, Клок, Тільман, Мацюк, Мельник, Скоробагатий, Омельчук, Андрейчик, Бабак, Натяглий, Різніченко, Семко, Штабелій, Кохановський, Шикарук, Момот, Задорожній, Кулеша, Підлипний, Скоропад, Локай, Яцюк, Тиморенкова, Брова(о)рник, Гудименко, Білик, Любарський, Федьченко, Гончар, Сидоренко, Дідух. Парафіяльним священником був Єремія Чайковський, стихарним дячком Василь Кенсіцький, паламарем Феодор Дуловський.
У лютому 1856 року уманський маршалок, граф Станіслав-Тадеуш Тишкевич, син вищезгаданого Вінцентія Тишкевича, батько українського дипломата, публіциста, митця та мецената Михайла Станіславовича Тишкевича, викупив Чернявський маєток включно з землями навколо Ганнівки у Євстахія Красіцького. Наприкінці наступного 1857 року він викупив інші землі навколо Ганнівки у Варфоломія Моргульця.
Після придушення Польського повстання 1863 року, за свідченнями М. Тишкевича, його сім'я зазнала переслідувань, хоча батько зовсім не підтримував цей виступ. Граф Тишкевич мав певні борги перед банками, проте уряд заборонив надалі закладати маєток банку за борги та примусив С. Тишкевича «продати найкращу його частину — Плисків, Ганнівку та Чернявку з чудовими лісами, за безцінь». Власне, 1863 року селяни придбали з земель, котрі належали до маєтку С. Тишкевича, 1213 десятин землі за 59 333 рублі (48,91 руб. за десятину). До кінця 1864 року основна частина маєтку  була продана графу Миколі Павловичу Ігнатьєву за 39 рублів за десятину. 1866 року граф Тишкевич на виручені кошти частково сплатив свої банківські борги.
1864 року в Чернявці налічувалося жителів обох статей 1498: 1478 православних і 20 римських католиків; землі 2948 десятин. В ті часи Дмитрівська православна церква була дерев'яною, 5 класу, землі мала 40 десятин. До її парафії було приєднане село Ганнівка, яке відстоїть від Чернявки на 2 версти. Жителів обох статей тут налічувалося 200, землі 404 десятини.
Отже, з середини 1860-х років Чернявка опинилася у володінні графа М. П. Ігнатьєва — російського державного діяча, дипломата, генерала. В своїх листах, датованих червнем-серпнем 1877 року, до дружини, княгині Катерини Леонідівни, до шлюбу Голіциної, граф згадує про те, що Чернявка була ними придбана за 75 000 рублів (по 39 рублів за десятину — 1923 десятини), що головним управителем Чернявського маєтку був Мельников, про плани побудови будинку та інших виробничих будівель в селі, про влаштування здачі Чернявки в оренду Липському та євреям за 10 450 рублів на рік. Ігнатьєв у листах згадує свої володіння у Чернявці, Плискові, Немиринцях та Круподеринцях.
Протягом 1868-1890 років прихожанами за допомогою держави було відновлено дерев'яний храм Святого Дмитрія, який, імовірно, був пошкоджений пожежею.
У 1880-х роках Чернявку орендував у М. П. Ігнатьєва Володимир Никифорович Данілов. Очевидно, власник Чернявки граф Ігнатьєв постійно надавав чернявські землі різним орендаторам.
1886 року в Чернявці налічувалося 1600 осіб, 204 двори, православна церква, католицька каплиця, школа, заїжджий будинок.
Наприкінці ХІХ століття Чернявську волость була ліквідована, село було віднесено до Андрушівської волості Липовецького повіту. У той час у селі налічувалося 396 дворів, 2423 мешканці, діяли церква, школа, 2 млини..
1900 року в селі налічувалося 430 дворів, 2511 мешканців. До села належало 2919 десятин землі, з них 1371 десятина належала графу Ігнатьєву, 44 десятини церкві, 1481 десятина селянам, 23 десятини іншим станам. Землі у графа в цей час орендував Мечислав Олександрович Кобилянський. У селі діяли православна церква, церковно-парафіяльна школа, 4 кузні, 1 просорушка, 2 водяних млини та 1 казенна винна крамниця.
Під час Російської революції 1905—1907 років, протягом 17–25 травня 1905 року у селах Андрушівка, Чернявка, Фронтівка, Ротмістрівка, Велика Ростівка, Мервин, Яцьковиця (Долинка), Лукашівка, Юшківці, Монастирище, Новосілки, Леськове мали місце селянські заворушення. Усі вони відбувалися за однаковим сценарієм — селяни з'явилися на плантації цукрового буряка або до економій з вимогами підвищити зарплату. За відмови вони розганяли немісцевих робітників. Селяни з Чернявки на чолі з Євгеном Рябцем та Данилом Пономарцем вимагали від управителя маєтку графа Ігнатьєва Людовіка Михайлевського збільшити зарплату. За відмову погрожували робітникам і службовцям. Вимагали також розрахувати і звільнити службовців, погрожували окремим службовцям вбивством і наступного дня. Слідство показало, що селяни вимагали не наймати робітників з інших сіл і підвищити зарплату місцевим робітникам. Селяни били тих немісцевих робітників, які не хотіли тікати з роботи.
Граф М. П. Ігнатьєв помер влітку 1908 року. Ймовірно, його спадкоємці продали Чернявку, адже починаючи з 1910 року власниками села та навколишніх земель стали частково брати Карл Адольф та Генріх Адольф Мартини, котрі володіли більше 4 тис. десятин землі біля Чернявки, Ганнівки та Плискова, частково — друга дружина Якова Васильовича Тарновського] Берта Густавівна (до шлюбу Шпрангер, 1865-1917, громадянка Німеччини), котра володіла 1528 десятинами землі. Фактично, остання була власницею більшості чернявських земель аж до своєї смерті 1917 року. До речі, її чоловік, Я. В. Тарновський (1825-1913), військовий, інженер-залізничник, один із засновників Київського відділення Селянського поземельного банку, меценат, був особисто знайомий з Т. Г. Шевченком, йому навіть адресований один з листів поета від 1860 року.
На кінець 1914 року в Чернявці проживало 2518 жителів.

### Українська революція 1917—1921 років
Не оминули Чернявку буремні революційні події та визвольні змагання 1917—1921 років. Під час відступу частин Української Галицької Армії на Захід, принаймні 14-15 жовтня 1919 року 10 Бригада УГА зосереджувалася в районі Плисків-Ганнівка-Чернявка.
Через село 16-19 грудня 1919 року пролягав маршрут маршу на схід Запорізької дивізії армії УНР по тилам Добровольчої армії під час Першого Зимового походу. Зберігся навіть Наказ по військам УНР від 19 грудня отамана М. Омеляновича-Павленка, виданий в Чернявці, яким було наказано: Волинській групі зосередитися в районі Михайлівки-Теліжинців, 3-й дивізії — в м. Старому Животові, Запорізькій, залишивши полк Чорних Запоріжців в с. Чернявці, а дивізіон Алмазова в Скалі і полк імені Костя Гордієнка в Медівці, зосередитися в районі Вербівки — Попівки і Братовки; Київська група мала зосередитися в районі Оратова — Животівки. Всіх Комгрупів запрошено 19.ХІІ на військову нараду до Старого Животова.
Під час Польсько-радянської війни 28 травня 1920 року 44 полк польського війська зайняв Чернявку. Проте 5 червня головні сили Першої кінної армії С. Будьонного прорвали польський фронт в районі Самгородка і почали наступ в напрямку Бердичів-Житомир. 12 червня через відступ усієї 6-ї армії, 44 полк відійшов до Зозулинець та Махаринців Дубових південніше Козятина.

### У складі СРСР
Врешті-решт у селі встановилася влада більшовиків. 7 березня 1923 року Чернявка увійшла до складу новоутвореного Плисківського району у складі Бердичівської округи Київської губернії.
За результатами Всесоюзного перепису населення 1926 року, в Чернявці проживало 3 136 жителів (1479 чоловіків і 1 657 жінок), з них 20 євреїв, 18 поляків, 4 росіянина. У Ганнівці проживало 414 жителів (202 чоловіки і 212 жінок).
1929 року в селі було утворено ТСОЗ, пізніше у 1930-х роках — колгосп імені Молотова. Його організаторами були Григорій Дмитрович Король, Спиридон Леонтійович Омельчук, Андрій Антонович Ревуцький, першим головою було обрано Федота Федоровича.
1930 року в селі організували хату-читальню. Цього року з села було репресовано 3 людини — їх було ув'язнено на 3 роки таборів.
За даними Чернявської СЗШ, 1931 року була заснована Чернявська середня школа. Хоча в архівах зберігається інформація про діяльність чотирирічної школи в селі, принаймні з 1926 і по 1945 роки. Першими вчителями стали Фадей Ісаков і Денис Федорович. Вже у 1931—1932 навчальному році школу відвідували 160 учнів.
27 лютого 1932 після утворення Вінницької області, с. Чернявка у складі Плисківського району стала її частиною.
Чернявка сильно постраждала під час Голодомору 1932—1933 років. У селі траплялись випадки дітоїдства та трупоїдства. У центральній частині старого кладовища в одиночних могилах рядами поховано 293 жителів Чернявки, які померли від голодної смерті. 1995 на місці масових поховань встановлено металевий хрест з меморіальною табличкою та написом: «Жертвам голодомору 1932—1933».
За інформацією, поданою заступником начальника УМДБ, полковником Булгаковим, 31 серпня 1960 року в «Паспорті Плисківського району Вінницької області», у квітні 1932 р. в селах Андрушівка, Корніївка, Човновиця, Чернявка було підняте збройне повстання, організоване «українсько-націоналістичними елементами», ліквідоване за допомогою військ НКВС. Було заарештовано близько 100 учасників повстання, зокрема 7 жителів Чернявки. Протягом 1932-1937 років в селах Чернявка, Очеретня, Наказне, Розкопане були викриті "угруповання націоналістичного спрямування. Очевидно, «повстання» було підняте проти насильницьких реквізицій зерна та продуктів харчування під час голодних років. Протягом 1932—1933 років у Чернявці було заарештовано та репресовано 22 чоловіків, з них 1 розстріляно.
Репресії продовжилися надалі й досягнули свого апогею протягом 1936—1938 років, коли в Чернявці було заарештовано 10 чоловіків, з них 9 розстріляно!. У передвоєнні роки (1940 — перша половина 1941) було репресовано 5 чоловіків-військовослужбовців — уродженців села, серед них 2 чоловіки — військовополонені Радянсько-Фінської війни «за здачу в полон».
Під час Німецько-радянської війни німці захопили село 20 липня 1941 року. Чернявка була звільнена від німецьких військ 3—4 січня 1944 року в ході проведення Житомирсько-Бердичівської наступальної операції військами 1-го Українського фронту. Протягом війни були репресовані 4 уродженців Чернявки, серед них 2 військовослужбовці, 1 з яких розстріляно, та 2 жінки — директорка школи Голубович О. Г. та колгоспниця Натягла Ф. Г. — засуджені до 10 років таборів та заслання на 5 років до Казахстану відповідно.
Протягом січня — березня 1944 року в приміщенні старої школи містився хірургічний пересувний польовий госпіталь № 4392. У західній старій частині кладовища ліворуч від входу міститься братська могила воїнів, які померли від ран у госпіталі. Відомі прізвища 15 воїнів. 1965 на могилі встановлено металевий хрест.
286 жителів Чернявки загинуло протягом війни. 24 березня 1976 року рішенням Вінницького облвиконкому № 122 була визначена установка пам'ятного знаку жителям села, які загинули в боротьбі з німецькими окупантами в роки Німецько-радянської війни. Пам'ятник 262 воїнам — односельчанам, загиблим на фронтах війни було відкрито цього ж року біля будівлі клубу. 
У центрі села біля будинку культури 1976 року споруджено меморіальний комплекс на їхню честь. До нього ведуть шестимаршові сходи та доріжка, вимощена бетонними плитами з боку центральної площі села. Центром меморіалу є напівкруглий майданчик з білим бетонним семиметровим пілоном, у горішній частині якого накладний орден Вітчизняної війни. Біля підніжжя — устрій Вічного вогню, по обидва боки на постаментах різних рівнів встановлено бетонні дати: «1941 — 1945». Праворуч від пілона на постаменті — стела, лицьова площина якої викладена гранітним камінням та з накладним барельєфним зображенням погруддя воїна. Ліворуч — бетонна прямокутна стела, на якій вмонтовано десять бетонних меморіальних плит з викарбуваними іменами воїнів — односільчан, які полягли на фронтах Другої світової війни. За меморіалом закладено Алею пам'яті, де на кожного загиблого земляка встановлено пам‘ятний знак: бетонний стовпчик — присвята з прізвищем воїна та висаджено дерево. Автор проекту — скульптор З. Артюх (м. Київ).
1945 року в колгоспі було створено районне насіннєве господарство
У післявоєнні роки було репресовано 2 уродженців Чернявки, серед них 1 жінка — Демчик М. С., яку як «члена сім'ї зрадника Батьківщини» було заслано на 3 роки до Казахстану.
1950 року завершено електрифікацію колгоспу
1951 року будинок клубу, який використовувався церковною общиною, було відібрано в останньої.
22 жовтня 1957 року рішенням Вінницького облвиконкому № 716 Чернявський колгосп імені Молотова було перейменовано на колгосп імені 40-річчя Жовтня.
У вересні 1959 року, в зв'язку з укрупненням сільських рад, Чернявську та Скальську сільські ради було об'єднано в Чернявську сільську раду з центром у селі Чернявка.
30 грудня 1962 року Указом Президії Верховної Ради УРСР «Про укрупнення сільських районів Української РСР», с. Чернявка разом з усім Плисківським районом було приєднане до Погребищенського району Вінницької області.
Наприкінці 1960-х років було збудовано двоповерховий будинок культури, біля нього насаджено парк. Тоді ж побудовані дитячий садок, будівлі тракторного парку, майстерні, гаражі, склад мінеральних добрив, 6 тваринницьких приміщень, птахоферму.
У 70-х роках ХХ століття в Чернявці проживало 2325 чоловік. В селі розміщувалася центральна садиба колгоспу ім. 40-річчя Жовтня. Господарство користувалося 4649 га землі, в тому числі 2764 га орної. Вирощувало зернові культури, тваринництво було м'ясо-молочного напрямку. В селі були середня школа, будинок культури, бібліотека; фельдшерсько-акушерський пункт. Видавалася багатотиражна газета «Шлях Ілліча».
7 грудня 1979 село Чернявка та Чернявська сільська рада увійшли до складу новоутвореного Оратівського району.
1986 року відкрито сучасне приміщення Чернявської середньої загальноосвітньої школи І-ІІІ ступенів.
1990 року була відновлена окрема Скальська сільська рада. У складі Чернявської сільської ради залишилися лише с. Чернявка та с. Ганнівка.

## Чернявка після проголошення Незалежності України
У Чернявській середній загальноосвітній школі І-ІІІ ступенів станом на вересень 2014 р. працювали 16 вчителів, навчалися 89 учнів. В школі обладнані навчальні кабінети, комп'ютерний клас, майстерня, створені куточки: народознавства, бойової слави, куточок безпеки. Школа також має майстерню, бібліотеку, їдальню, баскетбольний та волейбольний майданчики.
У Чернявському дитсадку працювали 3 вихователі, котрі доглядали за 24 вихованцями. Діяли ФАП, сільський будинок культури із залом на 400 місць, сільська бібліотека, книжковий фонд якої становив 12 270 книг. В ній було зареєстровано 358 читачів.
У Чернявці діють храми Святого Димитрія Солунського ПЦУ та однойменний храм УПЦ-МП у пристосованому приміщенні на кладовищі.
Станом на березень 2011 року найстаршою українкою було визнано уродженку с. Чернявка 109-літню Євгенію Маркіянівну Тебеньчук..
У селі діють наступні підприємства: 
- з переробки молока та виробництва сиру: КП «Чернявка» та ПП «Гурман»;
- сільськогосподарські: СФГ «Калина» та ФГ «Добробут Л. І. І.», ПП "Агрофірма «Відродження» (частина ГК «Кернел»).

За Розпорядженням КМУ від 12 червня 2020 року № 707-р «Про визначення адміністративних центрів та затвердження територій територіальних громад Вінницької області», Чернявська сільська рада увійшла до складу Оратівської селищної громади.
Згідно з Постановою Верховної Ради України від 17 липня 2020 року № 807-IX «Про утворення та ліквідацію районів», Оратівська селищна громада увійшла до складу Вінницького району Вінницької області.

## Цікаве про Чернявку
1997 року вийшло друком оповідання-нарис письменника Волошенюка І. С. «Сеньйора Грасселлі з Чернявки». В ньому описано долю Лідії Гаврилівни Титаренко із с. Чернявка, яка була вивезена на примусові роботи до Німеччини. За цим твором в цьому ж році знято телевізійний фільм.

## Населення

### Мова
Розподіл населення за рідною мовою за даними перепису 2001 року:
| Мова       | Кількість | Відсоток |
| ---------- | --------- | -------- |
| українська | 1179      | 99.41%   |
| російська  | 6         | 0.51%    |
| білоруська | 1         | 0.08%    |
| Усього     | 1186      | 100%     |

## Відомі люди
- Босенко Микола Іванович (3 вересня 1950) — керівник капели бандуристів, викладач Хмельницького музичного училища імені Владислава Заремби, лауреат Хмельницької обласної премії імені Тараса Шевченка 1997 р.
- Гарань Василь Олександрович (1922–2002) — український педагог, тромбоніст, доцент Національної музичної академії імені Петра Чайковського, соліст групи тромбонів Академічного заслуженого симфонічного оркестру України.
- Кошенко Василь Пилипович (1942-1980) — капітан, бортовий авіаційний технік вертольота. Загинув у збитому вертольоті Мі-24В під час військових дій у Афганістані.
- Лічман Володимир Павлович — депутат Верховної Ради УРСР 11-го скликання.
- Мороз Андрій Кузьмович (1916-2010) — повний кавалер ордена Слави.
- Скоропад Іван Володимирович (1908-1981) — майор, збройних сил СРСР в роки Німецько-радянської війни та учасник Радянсько-фінської війни.
- Снідевич Марія Карпівна (1915-1997) — комбайнер колгоспу с. Чернявка (1958-1977), Герой Соціалістичної праці, депутат Верховної Ради УРСР, нагороджена медаллю «За доблесну працю»[119].
- Тебенчук Євгенія Маркіянівна (1902—2013) — українська довгожителька, шкільна викладачка української мови та літератури, Заслужений учитель Української РСР.

## Галерея

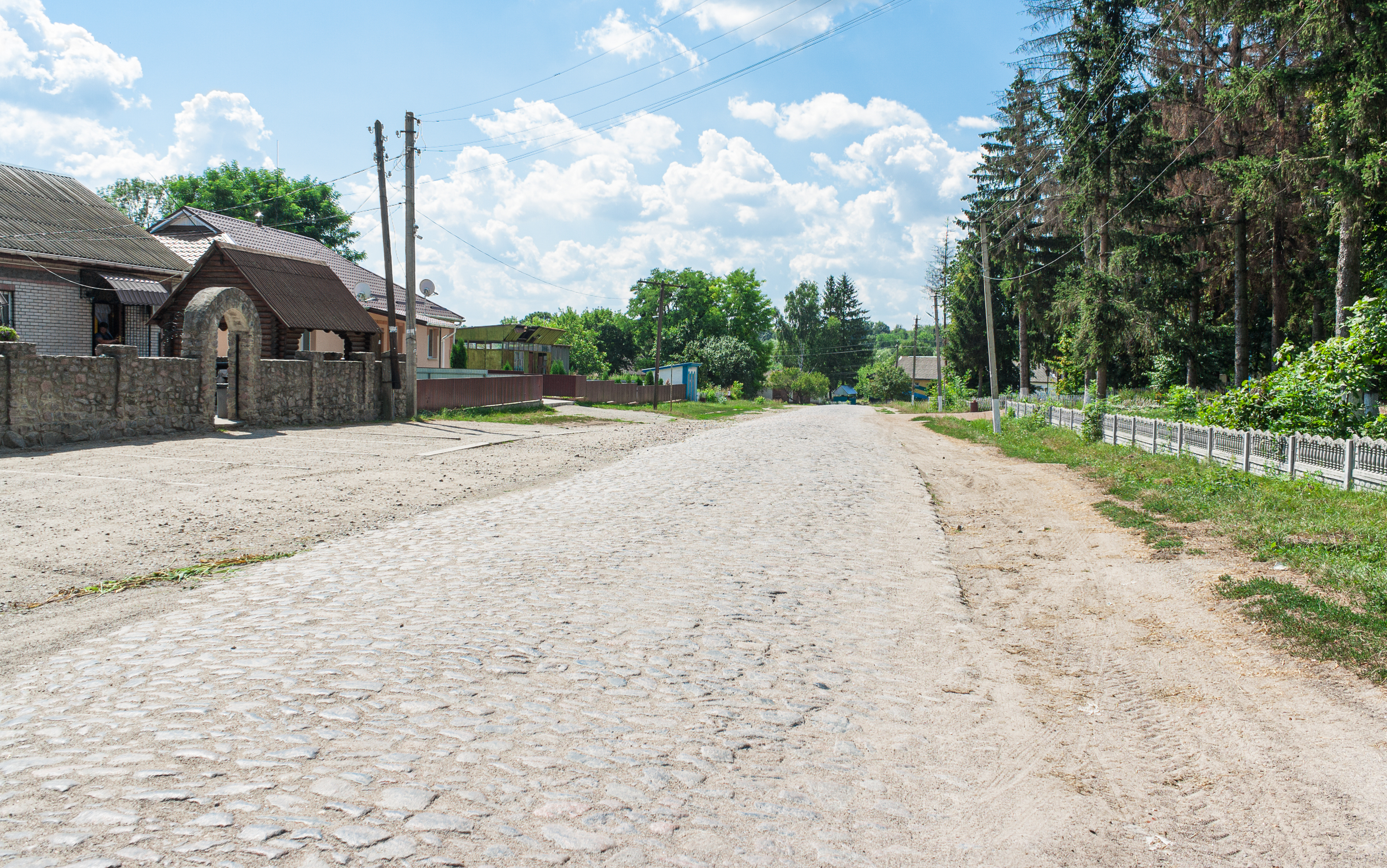
Вулиця Першотравнева
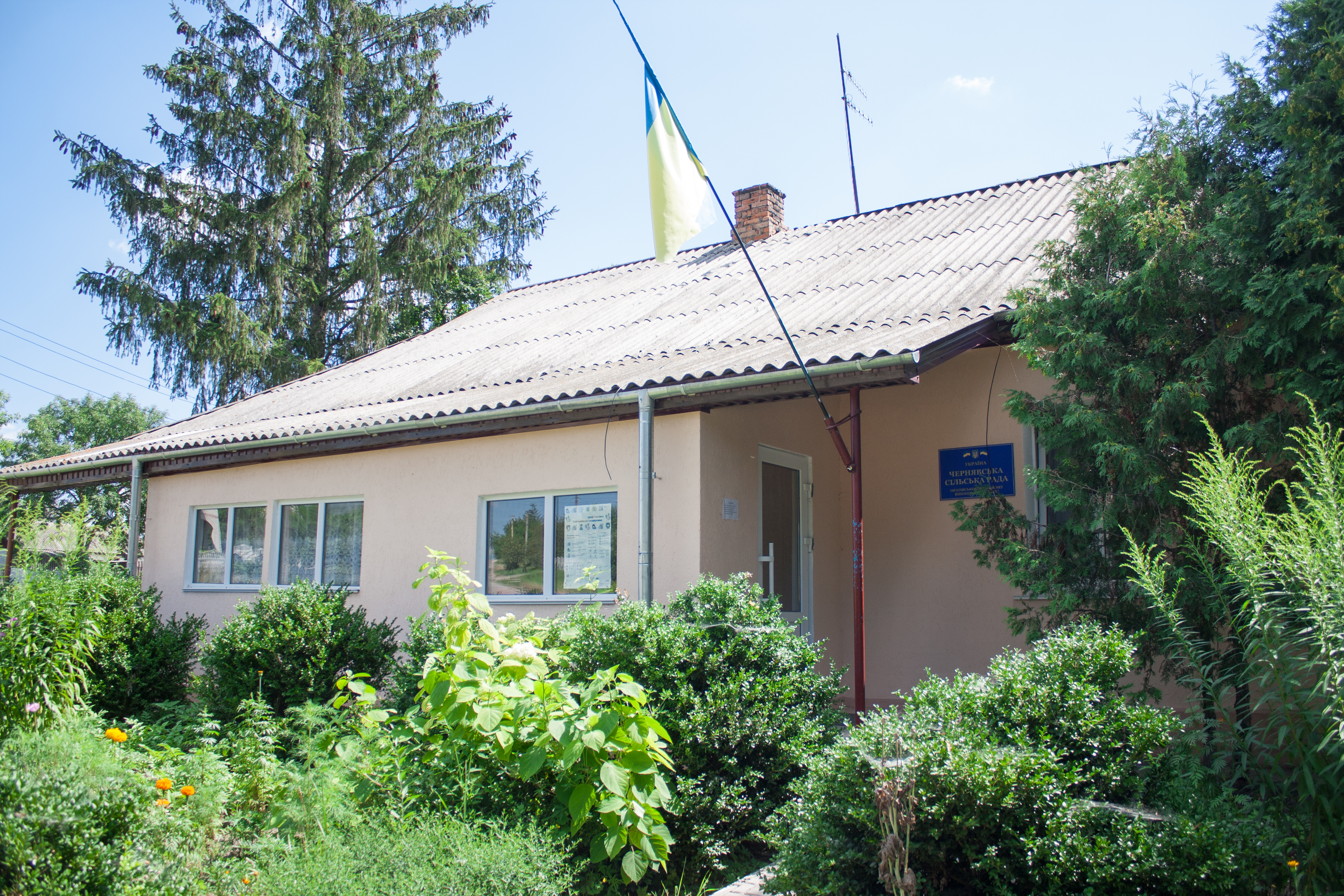
Сільська рада
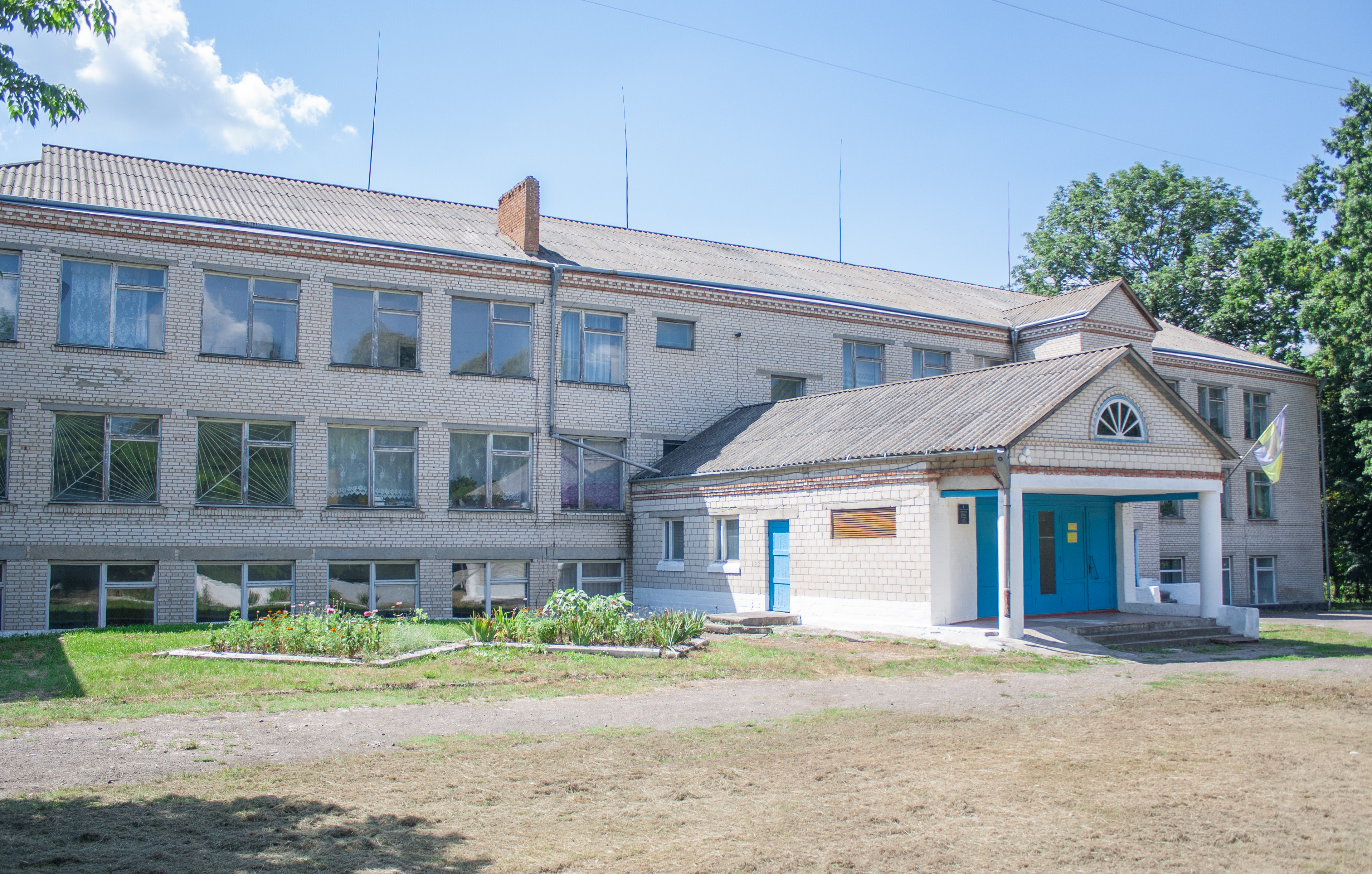
Школа
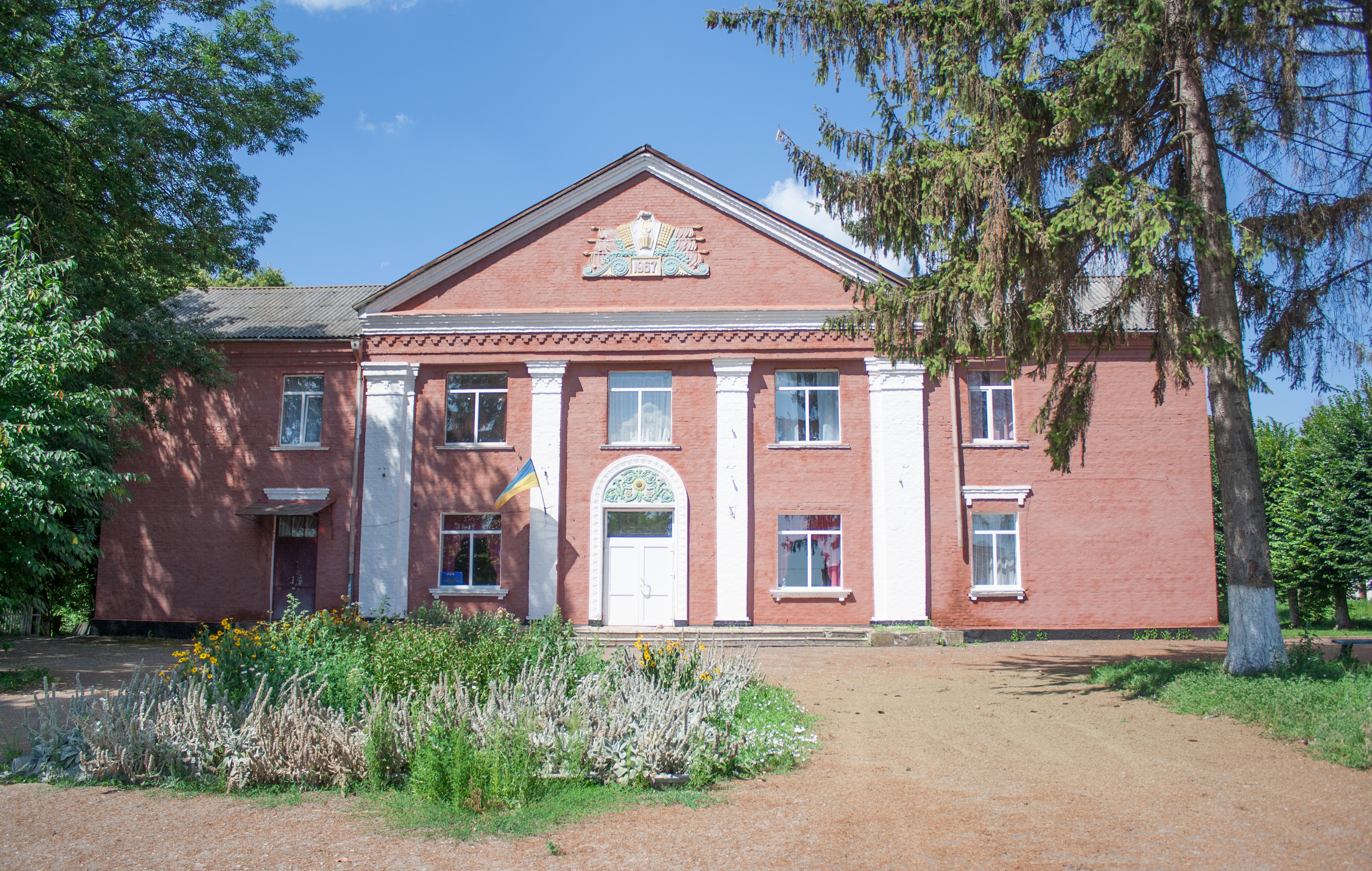
Будинок культури
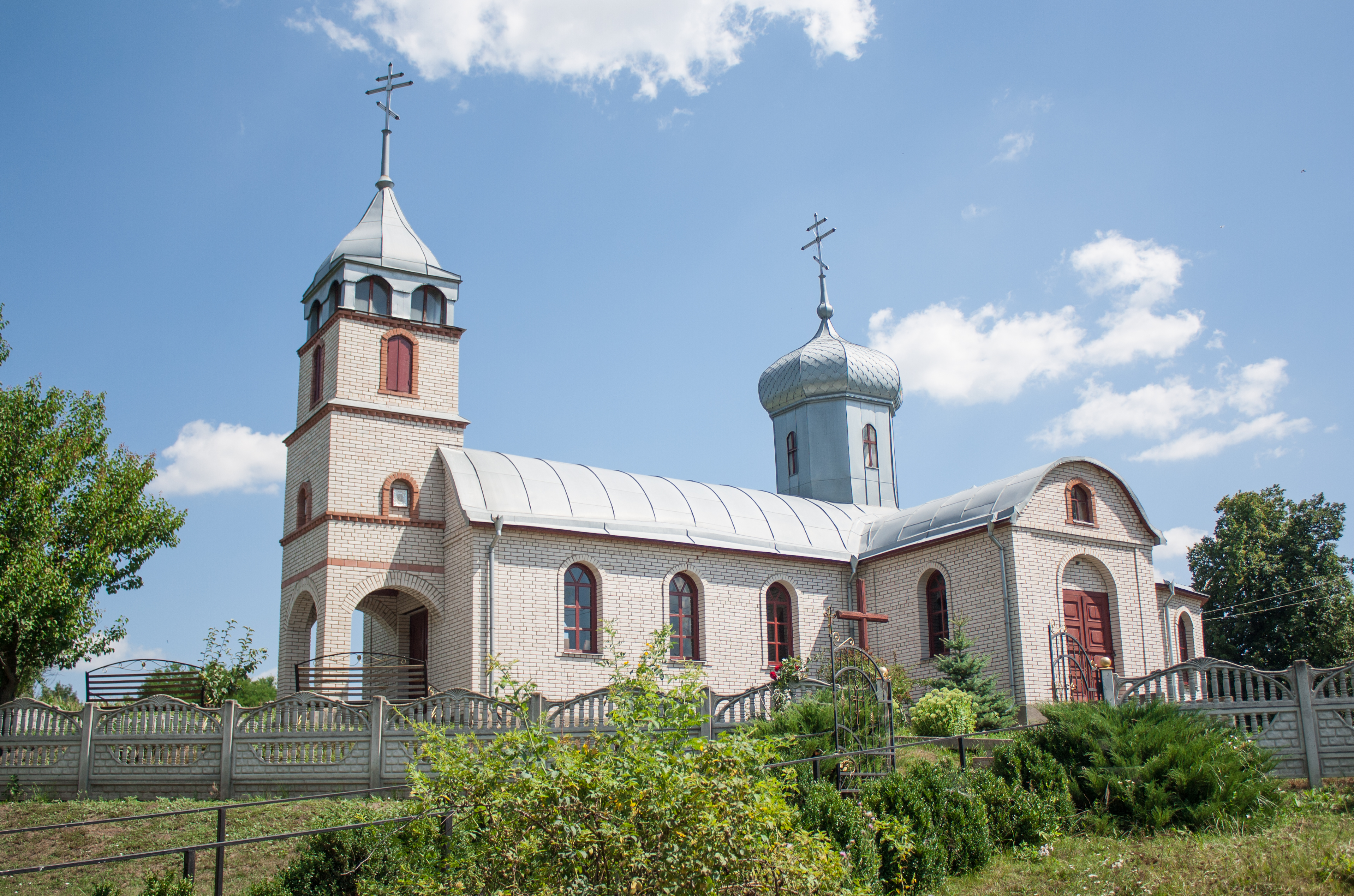
Церква
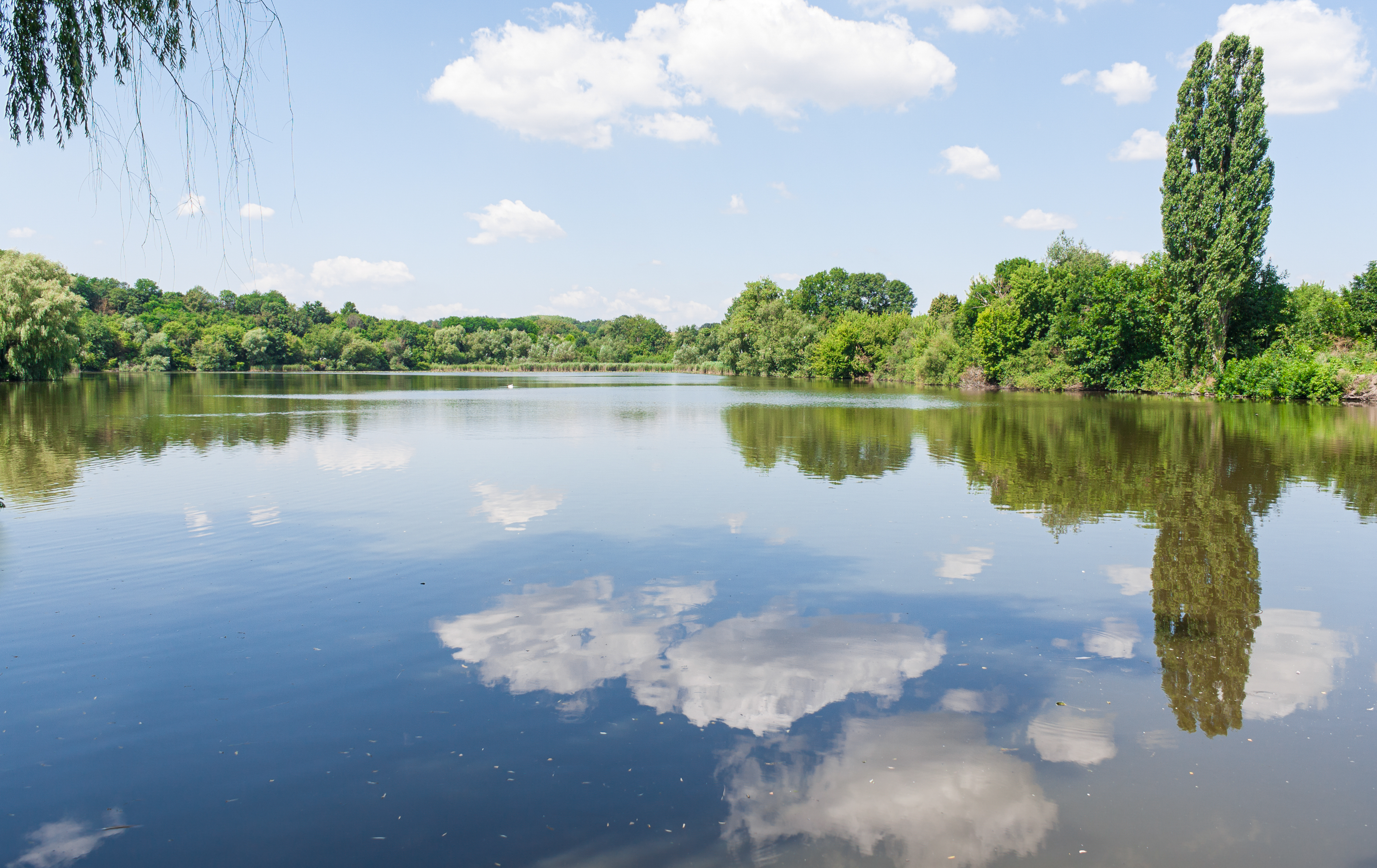
Ставок на річці Роська
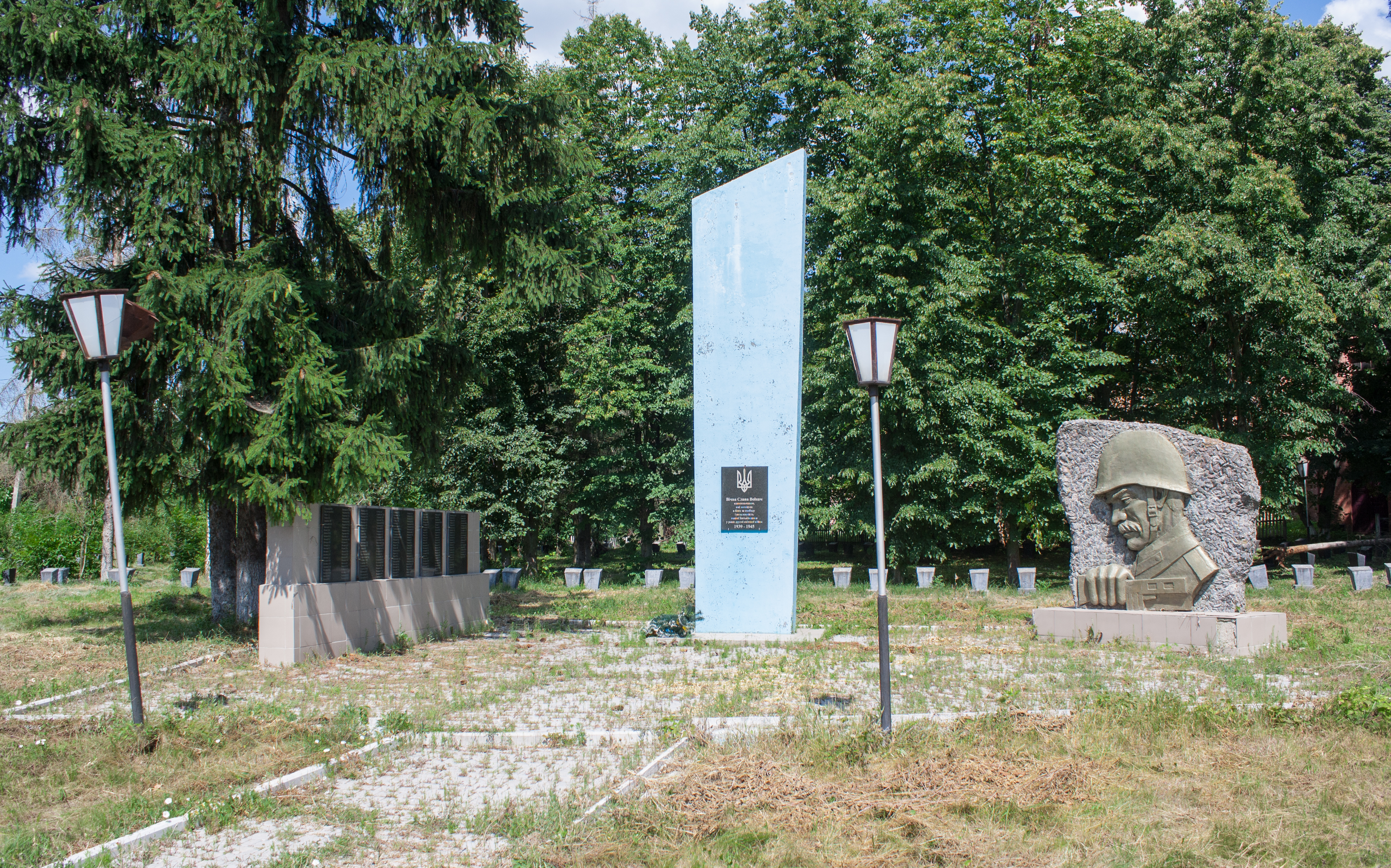
Пам’ятник воїнам-односельчанам